# Caffaro
De Caffaro is een rivier in de provincie Brescia (Noord-Italië) met een lengte van ongeveer 25 kilometer.
De Caffaro ontspringt in het zuiden van het Adamellomassief, op de flanken van de Cornone di Blumone (2843 m.). Vervolgens stroomt zij door het kleine stuwmeer Lago della Vacca en de Val di Caffaro. In deze vallei ligt het toeristische plaatsje Bagolino.
Kort voor het bereiken van het Idromeer, bij het plaatsje Ponte Caffaro, stroomt de Caffaro uit in de rivier de Chiese.
Het water van de Caffaro wordt gebruikt voor het opwekken van elektriciteit.

## Plaatsen aan de Caffaro
- Bagolino